# 番長惑星
『番長惑星』（ばんちょうわくせい）は、週刊少年チャンピオンに連載された石森章太郎の漫画作品。リュウ3部作の最終作品であり、第1作『リュウの道』では未来を、第2作『原始少年リュウ』では過去を、そして本作では現代を舞台としている。

## 概要
週刊少年チャンピオン1975年2号から1976年5・6号まで連載された作品。

## 登場人物
等々力竜
通称「リュウ」。パラレルワールドの入り口に落ちた事で「舞台となる世界」に落ちてしまう。
パラレルワールドを移動した際、2つの世界（「元の世界」と「もうひとつの地球」）のリュウが融合し、常人以上の力を持つようになる。
左巻ツトム
通称「ハカセ」。リュウのグループの頭脳であり、2つの世界の違いを説明する役割を担っている。
五井四狼
通称「ツギハギ」。五井財閥の御曹子。妹のミヤコにリュウへの復讐を依頼される。殺人許可証の所持者でもある。
伴太郎
通称「バクダン」。父親を殺したロボット警官を破壊した事で、警官たちから追われる身となっている。
ネズミ
バクダンの友人でネズミに似た顔つき。ネズミを使った諜報活動を得意とする。
富田哲朗
通称「逃げ足」。
カタメ
本作のヒロインの1人。奇怪な生物に追われていたマタギの男の娘。
秋津久美
通称「ポルノ」。本作のヒロインの1人。マヤ一族の末裔。
マリッペ
本作のヒロインの1人。リュウの幼馴染。
シャドウ
2つの世界の支配者。かつて別の惑星で罪を犯し、流刑にされた者たちの子孫。2つの世界の間に存在する「ネガの世界」に本拠地を置き、2つの世界の世界に干渉・管理していた。

## 用語
殺人許可証
それさえあれば殺人が認可される許可証。